# Курсько
Курсько (пол. Kursko) — село в Польщі, у гміні М'єндзижеч Мендзижецького повіту Любуського воєводства.
Населення — 300 осіб (2011).
У 1975-1998 роках село належало до Гожовського воєводства.

## Демографія
Демографічна структура станом на 31 березня 2011 року:
|          | Загалом | Допрацездатний вік | Працездатний вік | Постпрацездатний вік |
| -------- | ------- | ------------------ | ---------------- | -------------------- |
| Чоловіки | 153     | 23                 | 111              | 19                   |
| Жінки    | 147     | 26                 | 96               | 25                   |
| Разом    | 300     | 49                 | 207              | 44                   |